# Arizelocichla
Arizelocichla là một chi chim trong họ Pycnonotidae.